# Hofmeier
Hofmeier (Latijn: maior domus (majordomo); mv. maiores domus; ook dux domus regiae, senior domus, praefectus aulae) was oorspronkelijk de titel van het hoofd van de huishouding aan het hof van de Germaanse koninkrijken in de vroege middeleeuwen en zou vooral in de Frankische koninkrijken van de 7e en 8e eeuw aan het hof van de Merovingen aan belang winnen.

## Taken en positie
De maior schijnt oorspronkelijk de leider te zijn geweest van de onvrije leden (knechten, horigen) van het hof (vgl. maiorissa die instond voor het vrouwelijke personeel). Zo blijkt uit een versie van de Salische Wet dat de Seneschalk de hofmeier behandelt als "opperknecht". Het is pas in het Frankische rijk dat we de maior domus terugvinden als vaste functie binnen de hofhouding.
Onder de Merovingische koningen was het niet ongebruikelijk dat er meerdere hofmeiers waren, waarbij zowel de koning, als de koningin, de koningszonen en koningsdochter een hofmeier had. Met de opdeling van het rijk in Neustrië, Austrasië en Bourgondië werden er nu ook drie hofmeiers aangesteld om voor elke vorst zijn hofhouding te zorgen. Het is in die periode dat de hofmeiers zowel de koninklijke goederen gaan beheren als aan het hoofd komen te staan van de trustis dominica (de koninklijke hofhouding bestaande uit edellieden).

## Machtsovername
De hofmeier was aanvankelijk degene die de hofhouding van de Merovingische vorsten beheerde. Door het stijgend aantal zwakke en jeugdige vorsten op de troon aan het einde van de Merovingische periode, zagen de hofmeiers kans hun macht te vergroten. Ze namen deze geleidelijk over, waardoor er verschillende conflicten ontstonden. Het was uiteindelijk een familie van hofmeiers van Pepiniden of Pippiniden (waar de latere Karolingen of Karolingers uit ontstonden) die de macht van de Merovingen of Merovingers overnam. Daarop volgde de definitieve machtsovername van Pepijn de Korte in 751 met goedkeuring van de paus.

## Lijst van hofmeiers
In de periode van 548 tot 751 waren er in Austrasië, Neustrië en Bourgondië de volgende hofmeiers:
| Austrasië                 | Neustrië           | Bourgondië           |
| ------------------------- | ------------------ | -------------------- |
| Parthenius ?-548          |                    |                      |
| Servilio 565?             | Audegisl 561?-567? |                      |
|                           | Badegisl 581?      |                      |
| Florentianus 570?-590?    | Waddo 584          | Warnachar I 596-599  |
|                           | Landericus 584-604 | Bertoald 599-605     |
|                           |                    | Protadius 605-606    |
| Rado 613-617?             | Gundeland 613-639  | Claudius 606-613     |
| Chuc 617?-623?            |                    | Warnachar II 613-626 |
| Pepijn van Landen 623-639 |                    |                      |
| Otto 640                  | Aega 640-642       | Flaochad 642         |

Flaochad was de laatste hofmeier in Bourgondië. Na hem viel Bourgondië onder Neustrië.
| Austrasië                                               | Neustrië                    |
| ------------------------------------------------------- | --------------------------- |
| Grimoald I 641-657                                      | Erchinoald 642-657          |
| Wulfoald 662-675                                        | Ebroin 657-673              |
|                                                         | Leudesius 675               |
|                                                         | Ebroin 675-680              |
| Pepijn van Herstal 675-714                              | Waratton 680-681 en 684-686 |
|                                                         | Ghislemar 681-684           |
|                                                         | Berthar 686-687             |
|                                                         | Nordebert 687-696           |
|                                                         | Grimoald II 696-714         |
| Theudoald 714-715/717                                   |                             |
| Karel Martel 717-718                                    | Raganfrid 715-718           |
| Karel Martel 718-741                                    |                             |
| Pepijn de Korte 741-751 met naast zich Carloman 741-747 |                             |

In 751 verklaarde Pepijn de Korte zich tot koning van de Franken en kwam er een einde aan het hofmeierschap.

## Verder lezen
- K-H. Haar, Studien zur Entstehung und Entwicklungsgeschichte des fränkischen maior-domus-Amtes, diss. universiteit Augsburg, 1968.